# Kuschelina weismani
Kuschelina weismani är en skalbaggsart som först beskrevs av Blake 1954.  Kuschelina weismani ingår i släktet Kuschelina och familjen bladbaggar. Inga underarter finns listade i Catalogue of Life.